# Bicúpula pentagonal giroallargada
En geometria, la bicúpula pentagonal giroallargada es pot construir allargant una bicúpula pentagonal J30 o J31 inserint un antiprisma decagonal entre les dues meitats congruents. És un dels noranta-dos sòlids de Johnson (J46). Té simetria D₅.
La bicúpula pentagonal giroallargada és un dels cinc sòlids de Johnson que són quirals, això vol dir que tenen una forma de "mà esquerra" i un altre de "mà dreta". A la il·lustració de la dreta, cada cara quadrada de la meitat de baix de la figura està connectada per un camí de dues cares triangulars a una cara quadra damunt seu i a la dreta. A la figura de quiralitat oposada (la imatge especular de la qual es presenta a la figura), cada quadrat de baix estaria connectat a una cara quadrada a damunt seu i a l'esquerra. Les dues formes quirals de J45 no es consideren sòlids de Johnson diferents.
Els 92 sòlids de Johnson van ser descrits 1966 per Norman Johnson i els va numerar. No va demostrar que no n'existia més que 92, però va conjecturar que no n'hi havia d'altres. Victor Zalgaller el 1969 va demostrar que la llista de Johnson era completa. S'utilitzen els noms i l'ordre donats per Johnson, i se'ls nota Jxx on xx és el nombre donat per Johnson.

## Desenvolupament pla

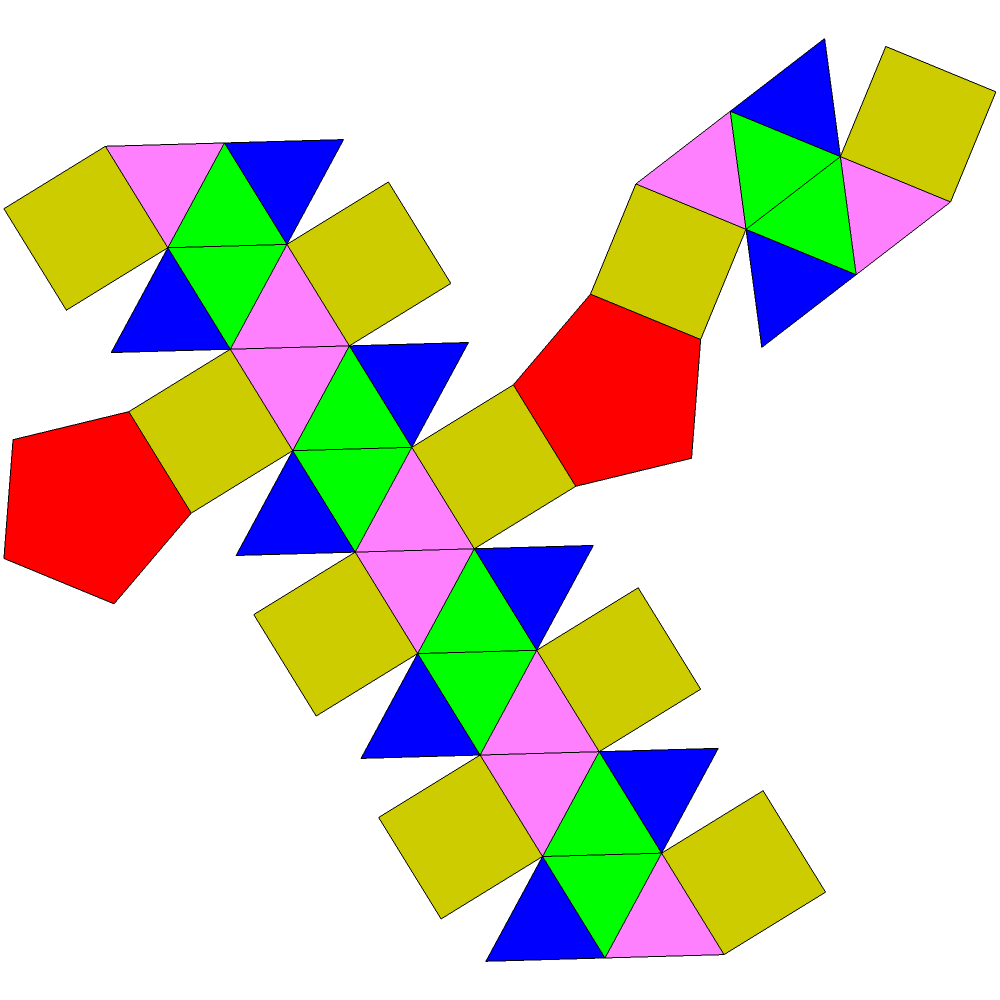
Desenvolupament pla de la bicúpula pentagonal giroallargada